# دهستان دوراهان
دوراهان، دهستانی است از توابع بخش گندمان شهرستان بروجن در استان چهارمحال و بختیاری ایران. 

## مردم
مردم این دهستان لرتبار و از ایل بختیاری می باشند که به گویش لری بختیاری سخن می گویند

## جمعیت
براساس سرشماری سال ۱۳۸۵ جمعیت آن ۵٬۴۹۷ نفر (۱٬۳۳۸ خانوار) بوده‌است.مردم دوراهان به زبان لری بختیاری صحبت میکنند.